# Bunium pestalozzae
Bunium pestalozzae là một loài thực vật có hoa trong họ Hoa tán. Loài này được Boiss. mô tả khoa học đầu tiên năm 1849.